# Die Magd (Hermann Sudermann)
Die Magd. Eine litauische Geschichte sind Titel und Untertitel einer 1917 publizierten naturalistischen Heimat-Erzählung Hermann Sudermanns. Die Geschichte schildert den Kampf der Magd Marinke Tamoszus um ein abgesichertes Leben in einer von Männern dominierten Gesellschaft im ländlichen litauischen Milieu Ostpreußens.

## Inhalt
An ihrem neuen Arbeitsplatz hat Marinke Tamoszus die Chance, den jungen Bauern Jurris Enskys zu heiraten und gesellschaftlich und finanziell abgesichert zu sein. In der Folge gerät sie in viele Konflikte, die sie in immer neue Abhängigkeiten führen und am dramatischen Schluss ihre Vorgeschichte aufdecken.
Vorgeschichte

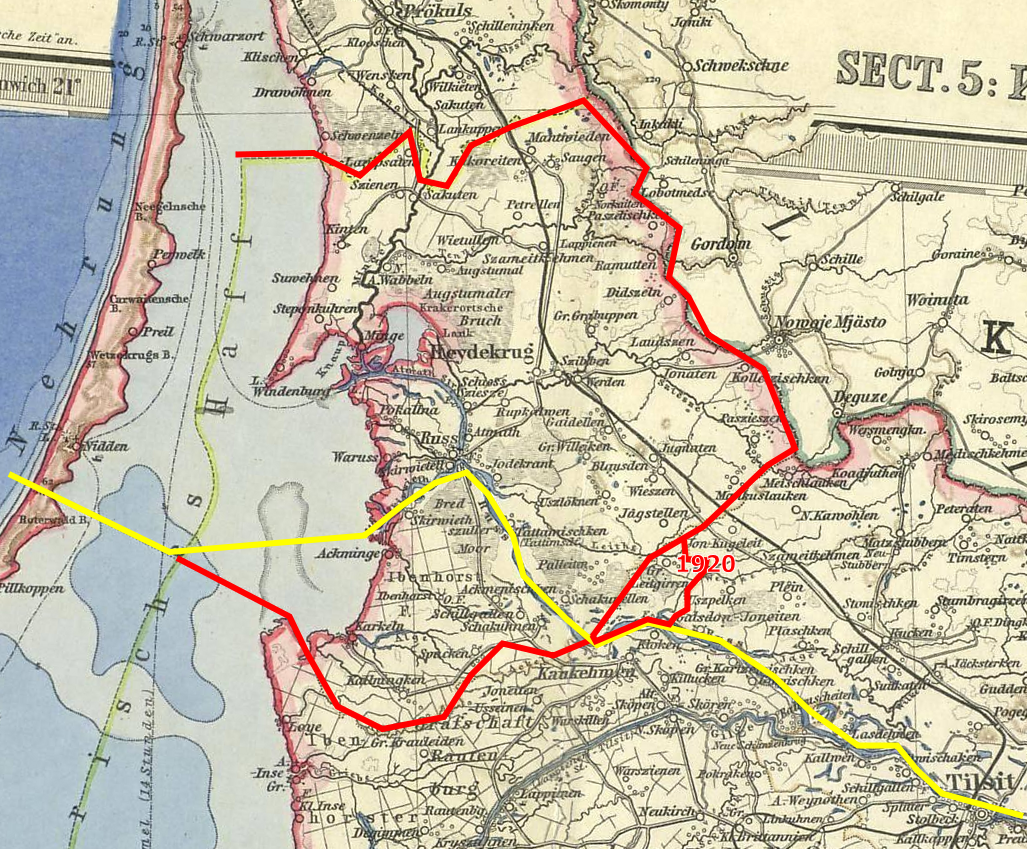
Landkreis Heydekrug (rot) 1907.

Vor ihrem Wechsel zu den Enskys arbeitete die Bauerstochter zuerst ein Jahr im Haushalt des Guts Augustenhof und verwaltete anschließen zwei Jahre die Meierei zur Zufriedenheit ihres Arbeitgebers John Westphals oder Wieszpatis, wie die Litauer ihn nennen. „[D]as heißt auf deutsch »König und Herrscher«. Und der liebe Herrgott heißt auch so.“ (Kap. 5) Fünf umliegende Bauernhöfe liefern täglich ihre Milch im Gut ab, wobei sie im Wechsel die Fahrten übernehmen. Die fleißige, hübsche Meierin fiel v. a. zwei Männern auf: dem alten Enskys aus Ussainen und dem jungen Jozup Wilkat. Beide dachten daran, das Mädchen als Magd und evtl. als Jungbäuerin an ihren Hof zu holen. Enskys plante für seinen Sohn Jurris, der unlängst von den Kürassieren nach Hause gekommen war, Jozup für sich selbst. Er zögerte aber wegen seiner Mutter, die am Hof die Herrschaft ausübte. Enskys verhandelte nach Beratung mit seiner Frau mit Marinkes Vater. Der stimmte zu, regelte die Kündigung mit Westphal und brachte seine Tochter, um ihre Herkunft zu demonstrieren, zweispännig an den neuen Arbeitsplatz. Niemand wusste jedoch, was in der Erzählung erst gegen Ende (Kap. 11) aufgedeckt wird, dass der wegen seiner Abenteuer mit vielen seiner Mägde bekannte Gutsherr auch Marinke hofierte und sie zu einer heimlichen Liebesaffäre drängte.
Diese Vorgeschichte findet ihre Fortsetzung in der Haupthandlung und hat in einer unglücklichen Verkettung tragischen Folgen: Als Marinke bereits bei den Enskys arbeitet und mit Jurris ihre Ehe plant, bestellt Westphal sie noch einmal wegen eines angeblichen Differenzbetrags von 50 Mark in ihrer Abrechnung  in den Gutshof. Er schenkt ihr das Geld und beim folgenden Abschiedsfest zeugt er mit ihr ein Kind. Wie sie später ihrem Ehemann Jozup versichert, musste sie sich Westphals Willen fügen: Sie habe ihn gebeten „»Ach lassen Sie mich doch gehn, Ponusze.« Aber er war ja der Herr.“ Niedergeschlagen und um ihren Ruf besorgt, kommt sie in der Nacht zum Enskys-Hof zurück und forciert an den nächsten Tagen ihre Beziehung mit Jurris (Kap. 5).
Jurris
Die Erzählung beginnt im Juli mit Marinkes Ankunft auf dem ansehnlichen Bauernhof mit schönem Blumengarten der Enskys in Ussainen (Kap. 1). Sie weiß, wenn sie und Jurris sich gegenseitig gefallen, so kann nach der Kartoffelernte Mitte Oktober die Hochzeit gefeiert werden. Jurris ist ebenso schüchtern wie sie, aber sie ermuntert ihn und er nimmt sie mit zum Fischen im Haff und zeigt ihr den Garten. Gestört wird diese wachsende Vertrautheit durch den Nachbarsohn Jozup Wilkat, der Jurris Freundschaft sucht (Kap. 2), um öfter auf dem Hof zu sein und sie zu sehen, und der sie bittet, ihre kranke Mutter durch Handauflegen zu heilen. Doch sie lehnt ab, sie habe keine Heilkraft. (Kap. 4). Später lästert er über Jurris’ unterentwickelte Männlichkeit und macht ihr einen Antrag (Kap. 6). Doch Marinke ist sich bereits mit Jurris über ihre Ehe einig und bereit, mit ihm, wie es im Litauischen Brauch ist, schon während der Brautzeit in seinem Zimmer zu schlafen. Ihre Schwiegermutter hätte dafür Verständnis, denn sie mag Marinke und sagt, „die Laumen meinen es gut mit uns […] seit das Kind bei uns wohnt.“ Doch Jurris Vater ist ein frommer und gesetzestreuer Mann und hat Angst, vor Gericht angeklagt zu werden, wenn die Öffentlichkeit von der sexuellen Beziehung erfährt. Als er den Wunsch der beiden bemerkt, muss ihm der Sohn versprechen, bis zu Heirat zu warten. Darauf hält sich Jurris von Marinke fern, und als sie auf den Gutshof bestellt wird und er sie fahren soll, ist er nicht da. Marinke muss sich allein auf den Weg machen und sich Westphal fügen (Kap. 5). Sie entdeckt bald darauf, dass sie schwanger ist. Nach ihrer Rückkehr vom Augustenhof spricht sie mit ihrer Schwiegermutter über die ihr unverständliche Zurückhaltung Jurris’, und diese ermutigt sie, die Initiative zu ergreifen. Er erzählt ihr vom Eid, sie spottet darüber und besucht ihn in seiner Kammer (Kap. 6). Darauf gesteht Jurris seinem Vater den Eidbruch, und die Hochzeit muss früher festgesetzt werden. Jozup ist mit dieser Entwicklung unzufrieden und auf Jurris eifersüchtig, doch als dessen angeblicher Freund wird er Brautführer und muss die Gäste einladen. Doch es kommt nicht zur Hochzeit. Jurris arbeitet wenig auf dem Feld und fischt lieber im Haff. Bei einer seiner Fahrten gerät er in einen Sturm. Marinke hat Angst um ihn und sucht ihn vergeblich in der Schiffshütte. Dort trifft sie auf Jozup. Er behauptet, sie wünsche in Wirklichkeit den Tod Jurris und gehöre ihm, und dann vergewaltigt er sie (Kap. 7).
Jozup
Im Frühjahr gebärt Marinke einen Jungen und nennt ihn „Jurris“. Die Enskys nehmen sie auch ohne Heirat als Schwiegertochter an. Dagegen sieht Jozup sie als seinen Besitz. Er hält sich für den Vater des Kindes und will sie heiraten. Marinke ahnt, dass sie ihm nicht ausweichen kann, zumal beide wegen ihres Rufes seinen Übergriff geheim halten und Jurris als Vater angeben müssen. Nach dem Trauerjahr wirbt Jozup offiziell um sie. Er erzählt ihr, er habe sie schon in ihrer Zeit bei Westphal begehrt und seine Leidenschaft sei noch stärker geworden, als sie sich mit Jurris verlobt habe. Er droht, allen zu verraten, dass sie miteinander intim gewesen sind und das Kind von ihm ist. Sie gibt dem Druck nach und willigt in die Ehe ein. Sie vereinbaren, dass sie das Kind mitnehmen darf. Erst wenn sie ein eigenes Kind haben, kehre der kleine Jurris zu seinen Großeltern zurück und erbe einmal ihren Hof (Kap. 8). Nach dem Erntedankfest heiraten sie (Kap. 9). Die traurige Stimmung und die Spannungen zwischen Marinkes Eltern, den Enskys und der Mutter des Bräutigams wird als Prophezeiung Magilas, der Göttin des Zornes, gedeutet, die mit Ruten und Peitsche herniedergefahren ist. Für Aufheiterung der Atmosphäre sorgt bei den Gästen der kurze Besuch John „Wieszpatis“ und seiner Frau, die Marinke ein kostbares Kästchen mit silbernen Bestecken schenken. Die Gutsherrin will Marinkes Jungen sehen, der bisher in einem Nebenraum versteckt war, und nun in die Gesellschaft geholt wird.
Das Gehöft der Wilkats wird von den Leuten „Wolfsnest“ genannt, und dies kann als Zeichen für Marinkes Zusammenleben mit dieser Familie gesehen werden. Die Schwiegermutter möchte auch von ihrem Altsitz aus über den Betrieb herrschen und hetzt immer wieder ihren Sohn gegen die Schwiegertochter auf. Marinkes Sohn aus einer früheren Beziehung ist ihr ein Ärgernis. Jozups Liebe zu ihr schwankt zwischen Scheu und wilder Begierde. Den Jungen betrachtet er als seinen Sohn und nennt ihn nicht Jurris, sondern „Wilkiutis“ oder „Wilkytis“, das Wölfchen. Als Marinke eines Tages während Jozups Fischfang im Haff mit ihrem Sohn zum Friedhof geht und Jurris Grab schmückt, fordert ihre Schwiegermutter von ihrem Sohn, sie wegen Ungehorsams zu bestrafen. Als er sich weigert, schlägt sie selbst Marinke mit ihrer Krücke. Bei deren Abwehr spritzt heißes Wasser vom Herd und die Schwiegermutter verbrüht sich. Sie stellt ihrem Sohn gegenüber den Unfall als Angriff Marinkes dar und er züchtigt seine Frau. Marinke stellt darauf ihren Mann vor die Wahl, entweder müsse die Schwiegermutter das Haus verlassen oder sie trenne sich von ihm und verzichte auf die 500 Mark Brautgeld. Jozup sucht einen Kompromiss und bewegt seine Mutter zu einem Versöhnungsangebot. Äußerlich ist sie jetzt freundlich, aber heimlich sammelt sie Schierlingfrüchte und gibt sie in eine Kürbissuppe, um Marinke und das Kind zu vergiften. Diese hat die Alte jedoch misstrauisch beobachtet und isst nichts. Den Brei lässt Frau Enskys von einem Apotheker in Heydekrug untersuchen und der stellt die tödliche Wirkung fest. Marinke droht ihrem Mann mit einer Anzeige. Jozup gibt im Streit nach und seine Mutter zieht zu einem seiner Brüder. Bei ihrer Abfahrt verwünscht sie ihre Schwiegertochter und ruft, der Donnergott Perkuhn solle sie treffen (Kap. 10).
Wieszpatis
Nach vier recht guten Ehejahren wird Marinke schwanger. Als sie im achten Monat ist, kommen die Enskys und erinnern an den Vertrag. Es kommt zum Streit. Jozup behauptet, der Vater des Kindes sei nicht Jussis, sondern ein anderer. Da er Marinke versprochen hat, sich nicht selbst als Vater auszugeben, sagt er, es könnte Westphal sein, der habe ja Kinder mit vielen seiner Mägde. Darauf beschuldigt Enskys Marinke, sie sei die Geliebte das Gutsherrn und er sei der Vater. Sie glaubt, die Wahrheit sei bekannt geworden, und gibt eine ausweichende Antwort. Darauf teilt Enskys Josup mit, sie habe gestanden. Jozup fragt Marinke über ihre Beziehung mit dem Gutsherrn aus. Sie erzählt ihm, während ihrer zweijährigen Zeit in der Meierei habe sie sich, wenn sie sonnabends Westphal die Abrechnung vorlegte, seinem Willen fügen müssen. Er habe sie noch einmal zu sich bestellt und wollte mit ihr Abschied feiern und sie musste ihm ein letztes Mal gehorchen (Kap. 11). Jozup beschimpft darauf Marinke und will ihren „Hurensohn“ nicht mehr sehen. In ihrem Zustand weiß sie nicht, was aus ihr und den Kindern werden soll.
Ende August entschließt sie sich, Frau Enskys um Hilfe zu bitten. Diese hat Mitleid mit Marinke und würde ihren Sohn gerne aufnehmen, aber ihr Mann sei dagegen. Sie rät ihr, zum Gutsherrn zu gehen, denn er müsse für den Jungen sorgen, und lässt sie mit dem Milchwagen zum Augustenhof fahren. Westphal zeigt sich seinem Sohn mit der einstigen Geliebten gegenüber viel großzügiger als bei seinen anderen unehelichen Kindern. Seine Frau dürfe von der Affäre nichts erfahren und der Sohn könne deshalb nicht im Gutshof leben, aber er gibt ihr für Jurris einen Schenkungsbrief von 10 000 Mark. Als sie mit der Annahme zögert, ermahnt er sie: „Verachte das Geld nicht […] Denn es macht die Bösen gut und die Harten gefügig. Diesem Jungchen will ich eine Mitgift geben, so dass er als ein wohlhabender Erbe gelten kann, und du wirst sehen, er findet seine Heimat noch heute Abend.“ (Kap. 12). Er soll recht behalten, denn als Marinke den Schenkungsbrief den Enskys zeigt, ist der Alte sofort bereit, das Kind, das er jetzt wieder als Jussis Sohn ansieht, bei sich aufzunehmen (Kap. 13).
Lösung
Für sich selbst sieht Marinke keine Zukunft mehr. Sie geht verzweifelt zum Strand und fährt mit einem Boot aufs Haff hinaus, um sich zu ertränken. Im Kahn gebärt sie das Kind und wird ohnmächtig. Die Passagiere eines Bootes aus Karkeln entdecken sie und nehmen sie mit sich auf die Nehrung nach Nidden. Es sind die Eltern und Verwandten einer jungen Frau, Anikke, die bei der Geburt ihres Kindes gestorben ist. Den Säugling haben sie mitgenommen, um ihn bei sich aufzuziehen. Mit der Geretteten hoffen sie zugleich die Amme ihres Kindes gefunden zu haben. Die Kiekutis nehmen Marinke bei sich auf und diese versorgt zwei Säuglinge. Als Jozup seine Frau sucht und zurückholen will, verraten die Niddener nicht ihren Aufenthaltsort. Vielmehr droht man ihm mit einer Anzeige wegen des Giftanschlags seiner Mutter. Um dies zu verhindern, muss er in die Scheidung einwilligen und seiner Frau eine Leibrente zahlen. Als nach einem Jahr der Witwer, der in Manchem Jussis ähnelt, ankommt, um nach seinem Kind zu schauen, sieht er in Marinke seine tote Frau. Sie sind sich sympathisch und heiraten (Kap. 14).

## Litauische Geschichten
Wie in den anderen Erzählungen der Sammlung, Miks Bumbullis, Die Reise nach Tilsit und Jons und Erdme, gibt es in Die Magd ähnliche personale Konstellationen und Frauengestalten im Spannungsfeld zwischen den baltischen Göttinnen Laime und Giltinė sowie Themen wie die Rolle der Frauen in der Gesellschaft oder Schuld und Sühne. „Die Landschaft und die Gemeinschaft der Menschen erscheinen als ungeschichtliche, sozialen und ökonomischen Wandlungen enthobenen Gegebenheiten, die individuelles Leid gelassen überdauern.“ Damit führe Sudermann eine „restaurative Tendenz“ fort, die in „sogenannter Heimatdichtung“ immer wieder auftrete. Die Landschaftsschilderungen der Litauischen Geschichten seien aus den „plastischen Kindheitseindrücken“ des Autors hervorgegangen. Durch vorwiegend parataktische Sätze, den Verzicht auf Rückblenden und Reflexionen und den „fast naturalistischen Tonfall“ entstehe eine „gewisse erzählerische Unmittelbarkeit“, die dem „unreflektierten Verhalten“ der Figuren entspreche.

## Rezeption
Nach Sprengel wurde der beim Publikum sehr erfolgreiche Erzähler und Dramatiker Sudermann bis weit ins 20. Jahrhundert unterschiedlich rezipiert: Seine spannungsreichen Erzählungen mit sicherem Gespür für Effekte wurden einerseits als Trivialliteratur bewertet, andererseits stellten ihn die aktuellen Bezüge und sein liberales Engagement in die Nähe zur literarischen Moderne. Sein durchaus reflektierter, aber ungebrochener Umgang mit überlieferten literarischen Modellen, Klischees und Artefakten steigere jedoch das Pathos der Empfindung, das den Lesern vermittelt werden soll.